# Архітектура Великих Моголів
Великих Моголів архітектура — різноманітність архітектурних стилів існуючих в межах сучасної Індії, процвітав за імператорської династії Великих Моголів середини XVI остаточно XVII століття.
Могольський період відзначений стрімким відродженням ісламської архітектури в Північній Індії, де змішалися перський, індійський та різні місцеві стилі, що призвело до появи будівель неймовірної витонченості.
При будівництві переважно використовувався білий мармур та червоний пісковик. В більшості ранніх будівель могольського періоду арки використовувалися дуже помірно, архітектори більше покладалися на конструкції зі стовпів та балок.
При падишаху Шах Джахані I (1628-1658), коли стиль Моголів досяг свого розквіту, використовуються подвійні куполи, вийняті з прямокутного фронтону (арени) арки, і оточені насадженнями. Особлива увага приділялася симетрії та рівновазі між частинами будівлі, а також тонкими деталями прикрас. Найзначнішими спорудами даного стилю є Тадж-Махал та фортеця-палац у Делі.